# 前475年
| 千纪： | 前1千纪 |
| 世纪： | 前6世纪 \| 前5世纪 \| 前4世纪 |
| 年代： | 前500年代 \| 前490年代 \| 前480年代 \| 前470年代 \| 前460年代 \| 前450年代 \| 前440年代 |
| 年份： | 前480年 \| 前479年 \| 前478年 \| 前477年 \| 前476年 \| 前475年 \| 前474年 \| 前473年 \| 前472年 \| 前471年 \| 前470年                                                                                      |
| 纪年： | 周元王元年 魯哀公二十年 齐平公六年 晉定公三十七年 赵襄子元年 秦厉共公二年 楚惠王十四年 宋景公四十二年 卫出公后二年 蔡成侯十六年 郑声公二十六年 燕孝公十八年 吴王夫差二十一年 越王勾践二十二年 杞湣公十二年 |

## 大事記
- 越王勾踐傾全國之力，發動滅吳戰爭。
- 晉國大夫知伯瑶攻鄭國，攻陷九邑。
- 晉定公午卒，子晉出公錯嗣位。
- 晉國大夫趙簡子鞅卒，子趙襄子無卹嗣位。邀宴代國君主，用鐵斗擊殺，代亡。
- 《史记·六国年表》以此年开始，很多历史教材以此年为战国时代开始

## 逝世
- 晉定公姬午